# Sozialdemokratischer Wirtschaftsverband
Het Sozialdemokratische Wirtschaftsverband (Nederlands: Sociaaldemocratisch Economisch Verband, SWV) is een deelorganisatie van de Sozialdemokratische Partei Österreichs (SPÖ) die de belangen van werkgevers (met name het midden- en kleinbedrijf) behartigd binnen de Wirtschaftskammer Österreich (Economische Kamer van Oostenrijk) waar het SWV qua stemmenaantal de tweede organisatie is. Bij de verkiezingen voor de Wirtschaftskammer in 2015 behaalde het SWV bijna 11% van de stemmen.
Een voorgangersorganisatie van het SWV werd in 1897 opgericht. Tijdens de Standenstaat (1934-1938) en de Duitse bezetting (1938-1945) was de sociaaldemocratische werkgeversorganisatie verboden. In 1946 volgde de heroprichting onder de naam Freien Wirtschaftsverband (FWB) De huidige naam werd in 2004 aangenomen. Voorzitter van het SWV is Christoph Matznetter.